# Erupção do Fagradalsfjall de 2021
A erupção do Fagradalsfjall (pronúncia em islandês [ˈfaɣratalsˌfjatl̥]) começou na noite do dia 19 de março de 2021, pouco antes das 21h30 no horário local, tratando-se da primeira erupção conhecida na Península de Reykjanes em cerca de 800 anos e a primeira erupção no Fagradalsfjall em 6 000 anos. O Fagradalsfjall é um vulcão em escudo com várias proeminências localizado a cerca de 40 quilômetros da capital islandesa, Reiquiavique.
Consequências potenciais da erupção poderiam ser a destruição da cidade vizinha, Grindavík, e da infraestrutura rodoviária da Península de Reykjanes, e possivelmente poluição significativa por dióxido de enxofre.
A erupção tem sido chamada de Geldingadalsgos ("erupção de Geldingadalur"), e pode ser uma erupção de um vulcão em escudo, que pode durar vários anos. É visível dos subúrbios da capital, Reiquiavique. O fenómeno atrai um grande número de visitantes, mas altos níveis de gases vulcânicos, como dióxido de carbono e monóxido de carbono, tornam partes das áreas próximas inacessíveis.

## Características do vulcão
O vulcão Fagradalsfjall faz parte do cinturão vulcânico de Reykjanes e é um vulcão do tipo tuya que se formou sob um glaciar há cerca de 100 000 anos, durante a última era glacial. O vulcão se estende de leste a oeste – a largura na base é de 7,7 quilômetros, o comprimento é de cerca de 15 quilômetros e é basicamente um pequeno planalto com vários picos, morros e rochas proeminentes. O cume do vulcão está a 385 metros acima do nível do mar (ou 224 metros acima do terreno circundante) e é o ponto mais alto da Península de Reykjanes.

## Inicio da erupção

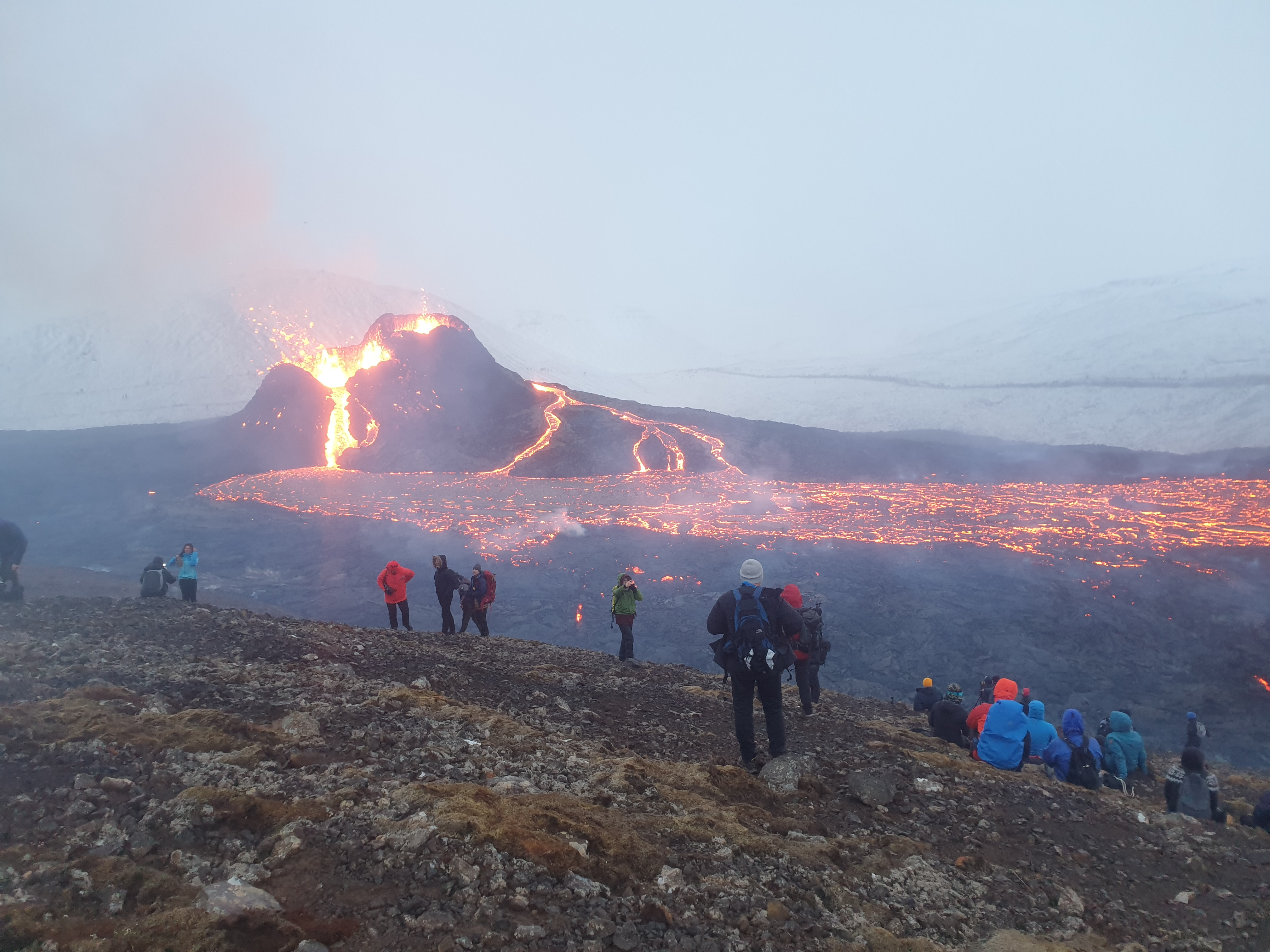
Erupção do Fagradalsfjall em 24 de março de 2021.

Começando em dezembro de 2019 e em março de 2021, uma sucessão de terramotos, dois dos quais atingiram uma magnitude de 5,6 na escala de magnitude de momento, abalou a Península de Reykjanes, gerando preocupações de que uma erupção era iminente. Acredita-se que os terramotos tenham sido desencadeados por intrusões de diques e magma se movendo sob a península. Pequenos danos a casas foram relatados pelo terramoto de 5,6 em 4 de fevereiro. Nas últimas três semanas, mais de 40 000 tremores foram registrados por sismógrafos.
Em meados de março de 2021, o número e a intensidade dos tremores enfraqueceram drasticamente, e estudos mostraram que surgiram os chamados "terrematos-gatilho", decorrentes da descarga de tensões devido à pressão do canal de magma formado sob o Fagradalsfjall. O processamento de dados de GPS e uma diminuição na atividade sísmica indicaram que o fluxo de magma na câmara magmática havia diminuído e uma erupção ocorreria em breve.
Após vários pequenos terramotos, a erupção começou por volta das 21h30 em 19 de março de 2021. A julgar pelas fotografias tiradas do helicóptero da Guarda Costeira, a erupção ocorre por meio de uma fenda de cerca de 500–700 m de comprimento. Um dos fluxos de lava flui para o sudoeste, o outro é direcionado para o oeste. O final do fluxo de lava do sudoeste está localizado a aproximadamente 2,6 km da estrada de Südürlandswegur, que corre ao longo da costa sul da Península de Reykjanes. Durante a erupção, muitos gases vulcânicos são liberados, então o Departamento de Proteção Civil e Gerenciamento de Emergências da Islândia alertou as pessoas nas proximidades do vulcão sobre a alta poluição por gás e pediu que deixem a zona de erupção.
Com base nos dados obtidos na manhã do dia 20 de março de 2021, pode-se verificar que até o momento a erupção se limita ao pequeno vale de Geldingadalur e é improvável que o fluxo de lava cause danos significativos. Nenhuma cinza vulcânica da erupção foi encontrada no ar. As autoridades islandesas estão a acompanhar de perto a evolução, especialmente no que diz respeito à poluição por gás. É importante destacar que o território próximo aos locais de erupção é uma zona perigosa, e há restrições para sua permanência.